# Leonel Justiniano da Rocha
Leonel Justiniano da Rocha (, 27 de outubro de 1868 – Rio de Janeiro (estado), 5 de dezembro de 1929) foi um médico brasileiro.
Doutorado em medicina pela Faculdade de Medicina do Rio de Janeiro em 1890, defendendo a tese “Hepatite Suppurada”. Foi eleito membro da Academia Nacional de Medicina em 1906, com o número acadêmico 251, ocupando a Cadeira 49, na presidência de Antônio Augusto de Azevedo Sodré.